# Saint-Georges-Montcocq
Saint-Georges-Montcocq ist eine französische Gemeinde des Départements Manche mit 983 Einwohnern (Stand: 1. Januar 2022) in der Region Normandie. Sie gehört zum Kanton Pont-Hébert und zum Arrondissement Saint-Lô. Die Einwohner werden Montcocquois genannt.

## Geografie
Saint-Georges-Montcocq liegt etwa zwei Kilometer nördlich des Stadtzentrums von Saint-Lô. Im Westen und Südwesten begrenzt der Vire die Gemeinde. Umgeben wird Saint-Georges-Montcocq von den Nachbargemeinden La Meauffe im Norden, Le Mesnil-Rouxelin im Osten, Saint-Lô und Agneaux im Süden sowie Rampan im Westen und Nordwesten.

## Bevölkerungsentwicklung
| Jahr                       | 1962 | 1968 | 1975 | 1982 | 1990 | 1999 | 2006 | 2018 |
| -------------------------- | ---- | ---- | ---- | ---- | ---- | ---- | ---- | ---- |
| Einwohner                  | 614  | 612  | 683  | 728  | 858  | 896  | 844  | 924  |
| Quellen: Cassini und INSEE |      |      |      |      |      |      |      |      |

## Sehenswürdigkeiten
- Kirche Saint-Georges aus dem 14. Jahrhundert

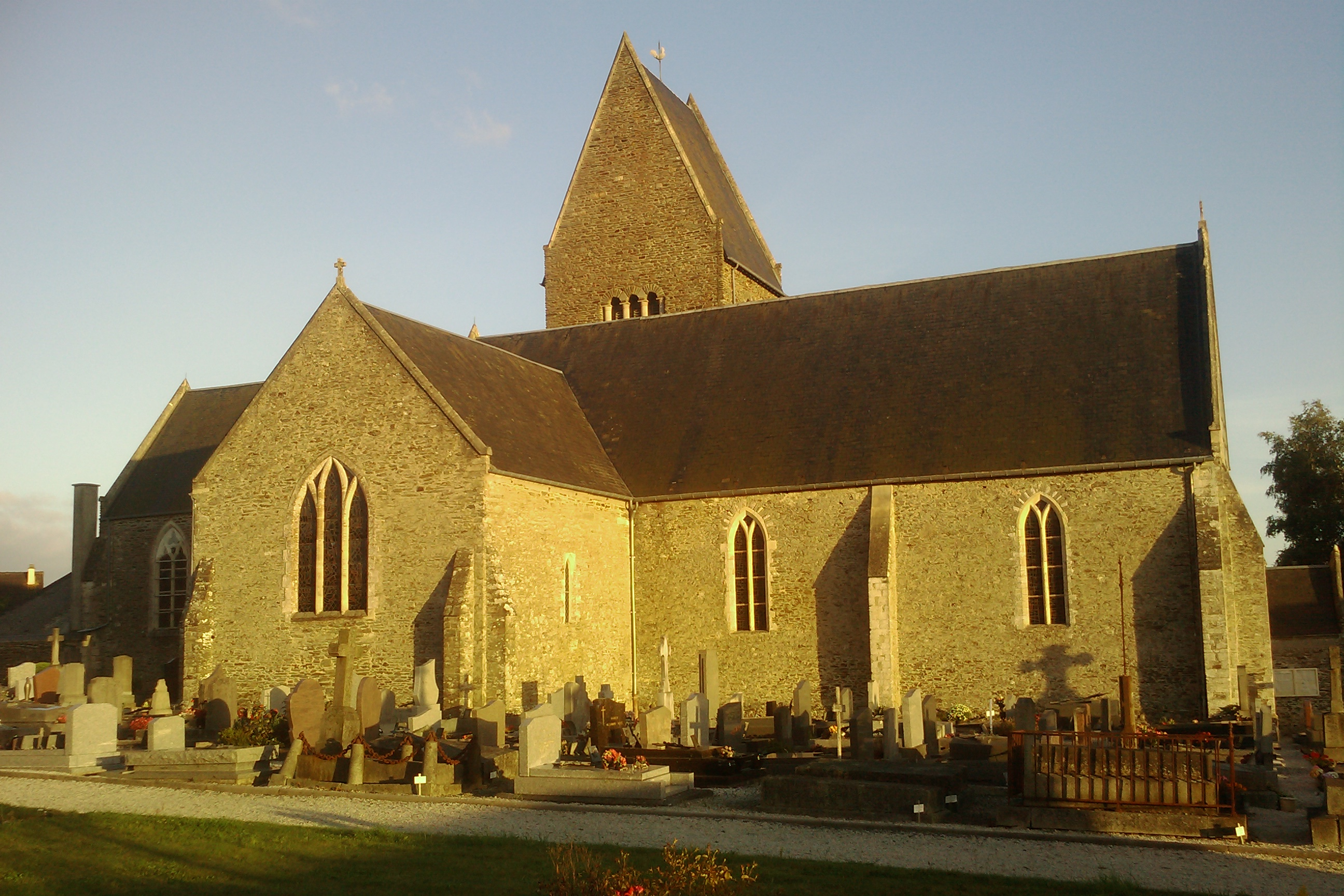
Kirche Saint-Georges

- Pfarrhaus aus dem 16. Jahrhundert

## Gemeindepartnerschaft
Mit der britischen Gemeinde Brasgore in Hampshire (England) besteht eine Partnerschaft.